# 606875 Bertgrice
606875 Bertgrice este o planetă minoră (asteroid) din centura de asteroizi. A fost descoperită pe 13 decembrie 2012 la  de Norman Falla⁠(d). 
Obiectul prezintă o orbită caracterizată de o semiaxă mare de 2,8368426080772 UAi, o excentricitate de 0,022058756531133, o înclinație de 13,671640927439 ° în raport cu ecliptica.